# Vasif Əsədov
Vasif Əsədov (russisch Васи́ф Аса́дов Wassif Assadow, englisch Vasif Asadov; * 27. August 1965) ist ein ehemaliger aserbaidschanischer Leichtathlet, der sich auf den Dreisprung spezialisiert hat und bis 1991 für die Sowjetunion an den Start ging. Aktuell ist er Inhaber des Landesrekordes.

## Sportliche Laufbahn
Erste internationale Erfahrungen sammelte Vasif Əsədov im Jahr 1988, als er bei den Halleneuropameisterschaften in Budapest mit einer Weite von 17,23 m die Bronzemedaille hinter Oleg Sakirkin aus der Sowjetunion und dem Ungarn Béla Bakosi. 1993 startete er für Aserbaidschan bei den Weltmeisterschaften in Stuttgart und schied dort mit 16,43 m in der Qualifikationsrunde aus. 1995 verpasste er bei den Hallenweltmeisterschaften in Barcelona mit 16,22 m den Finaleinzug und im August schied sie bei den Freiluft-Weltmeisterschaften in Göteborg ohne einen gültigen Versuch in der Vorrunde aus. Zudem gewann er bei den Asienmeisterschaften in Jakarta mit 16,53 m die Bronzemedaille hinter dem Chinesen Zheng Lizhi und seinem Landsmann Aleksey Fatyanov. Im Jahr darauf nahm er an den Olympischen Sommerspielen in Atlanta teil und schied dort mit 16,21 m in der Qualifikationsrunde aus. Daraufhin beendete er seine aktive sportliche Karriere im Alter von 31 Jahren.